# Marchfeld Schnellstraße
Droga ekspresowa S8 (Marchfeld Schnellstraße) - planowana droga ekspresowa w Austrii, w kraju związkowym Dolna Austria, o długości 34 km. Droga będzie łączyć Wiedeń i Bratysławę.